# Swiss-Prot
Swiss-Prot - baza danych sekwencji białkowych stworzona w 1986 roku przez Amosa Bairoch'a. Utrzymywana i rozwijana przy udziale Szwajcarskiego Instytutu Bioinformatyki oraz Europejskiego Instytutu Bioinformatyki. Zawiera znaczną liczbę adnotacji dotyczących funkcji białek, ich struktury domenowej, posttranslacyjnych modyfikacji, oraz wielu innych danych. Baza charakteryzuje się wysokim poziomem integracji z innymi bazami bioinformatycznymi.